# 1968년 미국 하원의원 선거
1968년 미국 하원의원 선거는 1968년 11월 5일 미국에서 치러진 하원의원 선거로, 같이 치러진 대선에서 공화당 닉슨 후보가 당선된 데 힘입어 공화당의 의석수가 증가했으나 민주당이 여전히 과반을 차지하였다.

## 선거 결과

### 정당별 선거 결과
의석수
| 정당   | 의석수 |
| ------ | ------ |
| 민주당 | 243석  |
| 공화당 | 192석  |
| 합계   | 435석  |

득표
| 정당            | 득표수     | 득표율 |
| --------------- | ---------- | ------ |
| 민주당          | 33,214,994 | 50.2%  |
| 공화당          | 32,059,047 | 48.5%  |
| 보수당          | 256,498    | 0.4%   |
| 미국독립당      | 171,422    | 0.3%   |
| 뉴욕자유당      | 85,462     | 0.1%   |
| 국민민주당      | 83,818     | 0.1%   |
| 입헌당          | 58,209     | 0.1%   |
| 평화자유당      | 57,468     | 0.1%   |
| 독립당의 목소리 | 9,399      | 0.01%  |
| 증세반대당      | 8,493      | 0.01%  |
| 기타            | 28,884     | 0.04%  |
| 무소속          | 75,515     | 0.1%   |
| 총합            | 66,109,209 |        |